# Trifón Gómez San José
Trifón Gómez San José (Zaratán, Valladolid, 3 d'octubre 1889 - ciutat de Mèxic, 8 d'octubre de 1955) va ser un polític i sindicalista socialista espanyol.

## Biografia
Als catorze anys ingressa com aprenent en els tallers de ferrocarrils. Format política i sindicalment en la UGT i el PSOE, en contacte amb els dirigents socialistes. Secretari general del Sindicat Nacional Ferroviari d'UGT (1918-1934). President de la Casa del Pueblo de Madrid (1927-1933). Vocal de la Comissió Executiva de la UGT (1920-1932) i després Secretari adjunt (1932-1934).
Escollit el 1931 regidor per Madrid (a les eleccions que porten la Segona República) i el mateix any Diputat a Corts, renovà l'escó el 1933. Es va destacar en les organitzacions socialistes en l'exili. En acabar la Guerra Civil espanyola s'exilia a França, i des d'allí reorganitza la UGT. Quan se celebra el I Congrés d'UGT d'Espanya en l'Exili (novembre de 1944), fou nomenat president, càrrec que ocupa fins a la seva mort.
Amb el govern Giral va ser Ministre d'Emigració del Govern de la República en l'exili (1945-1947). Després de la dimissió d'Indalecio Prieto, el Congrés Extraordinari del PSOE l'escollí per a presidir la Comissió Executiva (Tolosa de Llenguadoc, març de 1948), i el XVIII Congrés el renova en el càrrec (Tolosa de Llenguadoc, agost 1952). Participa en la creació d'organitzacions sindicalistes internacionals, la FSM, el 1945, i la CIOSL, el 1949. La seva labor de divulgació de la repressió que estaven sotmesos els treballadors espanyols va ser fonamental per a despertar la solidaritat del sindicalisme internacional cap a Espanya. Va morir a Mèxic, en l'exili.